# Varnhem
Varnhem (anciennement Skarke) est une paroisse suédoise de la province de Västergötland, située sur le territoire de la commune de Skara, dans le comté de Västra Götaland. Sa superficie est de 0,8 km2.

## Démographie
| Année      | 1889 | 1915 |
| ---------- | ---- | ---- |
| Population | 895  | 749  |

## Lieux et monuments
- Cairns remontant au Néolithique
- Alignements de pierres datant de l'âge du bronze et de l'âge du fer
- Tumulus et cimetières de l'âge du fer
- Un des premiers cimetières chrétiens de Suède à partir de la seconde moitié du IXe siècle[1]
- Ancienne abbaye cistercienne (fondée vers 1150)
- Église d'abbaye d'époque médiévale devenue église paroissiale en 1566 (des travaux d'agrandissement ou de restauration ont été effectués, notamment au XIIIe siècle, vers 1575, vers 1670, ainsi qu'entre 1918 et 1923)

## Personnages célèbres
- Anders Dahl (1751-1789): botaniste suédois né à Varnhem